# Сологость
Сологость — деревня в Шекснинском районе Вологодской области.
Входит в состав сельского поселения Ершовского, с точки зрения административно-территориального деления — в Ершовский сельсовет.
Расстояние по автодороге до районного центра Шексны — 33,4 км, до центра муниципального образования Ершово — 8,4 км. Ближайшие населённые пункты — Цильмино, Сосновка, Фонино, Заболотье.
По переписи 2002 года население — 7 человек.